# Храм Богоявления Господня (Гольяново)
Це́рковь Богоявле́ния Госпо́дня — православный храм в селе Гольяново Торо́пецкого района Тверской области. Памятник архитектуры, единственный восьмилепестковый храм в области.

## История

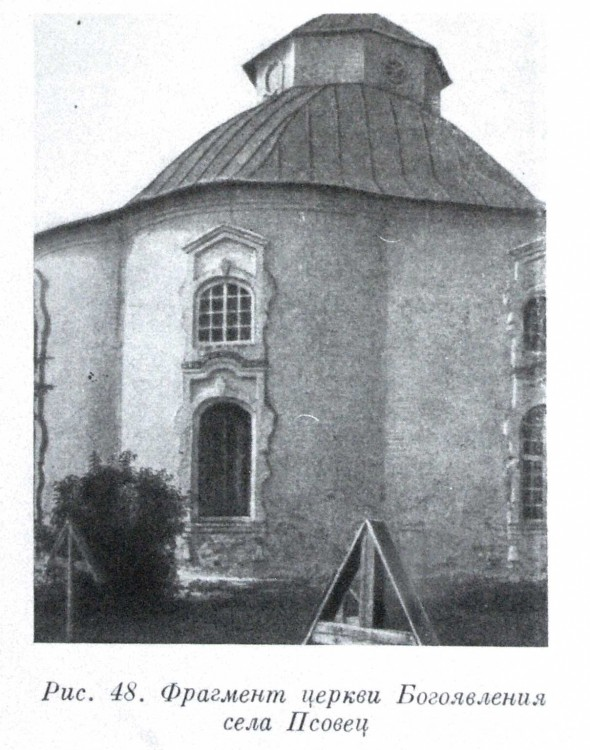
Историческая фотография.

Предание гласит, что в 1505 году на этом месте стояли псковские дружины, отчего место получило название Псковец (впоследствии Псовец и Исовец).
В XVII веке в селе Гольяново существовал деревянный храм.
Храм стоит в селе Гольяново на перешейке озёр Устинец и Псовец, которые на момент строительства церкви принадлежали помещикам Челищевым. В 1779 году здесь был построен трёхпрестольный каменный храм.
Во второй половине XIX века храм был приписан к Троицкому храму, расположенному в селе Хворостьево.
В 1960 году храм был объявлен памятником архитектуры регионального (областного) значения.
В 1930-х годах церковь закрыли, позже в ней размещался склад.
В 2010 году начались восстановительные работы.

## Архитектура
Небольшой кирпичный восьмилепесковый храм, покрыт тонким слоем известковой обмазки. Церковь выстроена в стиле барокко, в характерной для торопецкого зодчества манере центричного типа. Выше находится, опирающийся на четыре внутренних столпа. Завершает здание глава луковичной формы с высокой цилиндрической шейкой.